# Smrt obchodního cestujícího
Smrt obchodního cestujícího (anglicky Death of a Salesman) je drama o dvou dějstvích od Arthura Millera a premiéra hry se odehrála roku 1949. Hra byla oceněna Pulitzerovou cenou. Do češtiny přeložili Luba a Rudolf Pellarovi.
Ve hře se střídá několik časových linií, které se vzájemně proplétají.

## Děj

### První dějství
Willy Loman se navrací domů do Brooklynu, je znechucený z neúspěšných obchodních cest. Setkává se s manželkou Lindou a svými dospělými syny. Starší, 34letý Biff se právě vrátil z cest. Stále nemá trvalé zaměstnání, neustále střídá bydliště, netouží po kariéře obchodníka. Rád by pracoval na farmě na Západě. Happy, jeho 32letý mladší bratr, na rozdíl od Biffa, má svůj byt a zaměstnání. Zdá se být sice spokojenější než Biff, ale také sní o lepší budoucnosti. Stejně jako Biff není ženatý, stále střídá ženy.
Do děje jsou vloženy „flashbacky“, tedy náhledy do Willyho minulosti. Biff dříve byl významným hráčem amerického fotbalu a Willy na něj hrdý. Přehlížel tedy Biffovy špatné výsledky ve škole i arogantní jednání se spolužáky i bratrancem Bernardem (později právník). Biff neuspěl u závěrečných zkoušek, odjel za otcem do Bostonu, a zastihl ho s milenkou. Po této příhodě přestal Biff Willyho obdivovat.

### Druhé dějství
Willy, který už svým cestováním a prodejem téměř nevydělává, požádá ředitele Howarda Wagnera o jinou práci. On ho ale propustí. Willy navštíví svého souseda Charleyho, který mu nabídne zaměstnání, Willy z hrdosti odmítá. Biff chtěl rozjet velký obchod. Večer se schází Biff, Happy a Willy na večeři a vše oslavit. Ale bratři se pohádají. Happy se seznámí s dvěma krásnými dívkami a s Biffem odcházejí, otce opouštějí.

Na druhý den se vracejí oba bratři domů, Linda je nešťastná z toho, že odešli, zatímco jejich otec blouznil v restauraci. Nechce je vidět. Biff však si chce promluvit s otcem. Willy sází na dvorku zeleninu a opět blouzní. Biff se mu pokouší domluvit, ale Willy je rozzuřen a znovu se hádají. Teprve když Biff začíná plakat, tak Willy nabude pocitu, že ho Biff má přece jen rád. Biff se přiznává, že byl na Západě ve vězení. Willy chce spáchat sebevraždu, aby rodina získala dvacet tisíc z jeho pojistky. Zjeví se mu i jeho starší bratr Ben, který mu sebevraždu schválí. Willy spáchá sebevraždu v autě. Hra končí Willyho pohřbem, na který přichází jen nejbližší příbuzní, Willyho zákazníci a přátelé nepřicházejí.

## Filmové adaptace
- 1951 Smrt obchodního cestujícího americký film oceněn čtyřmi Zlatými glóby (Nejlepší herec (drama) – Fredric March, Nejlepší režie – László Benedek, Nejlepší černobílá kamera – Franz Planer, Objev roku (herec) – Kevin McCarthy) a Zlatým lvem. Režie: László Benedek, hrají: Fredric March, Mildred Dunnock
- 1966 Smrt obchodního cestujícího (film, 1966) americký TV film. Režie: Alex Segal hrají: George Segal, Gene Wilder
- 1985 Smrt obchodního cestujícího (film, 1985) americko německý TV film oceněn Zlatým glóbem (Nejlepší herec v TV filmu – Dustin Hoffman). Režie: Volker Schlöndorff, hrají: Dustin Hoffman, John Malkovich
- 2000 Smrt obchodního cestujícího (film, 2000) americký TV film oceněn Zlatým glóbem (Nejlepší herec v TV filmu – Brian Dennehy). Režie: Kirk Browning, hrají: Brian Dennehy, Ron Eldard